# Монстров, Константин Иванович
Константи́н Ива́нович Мо́нстров (1874 — после 1922) — командующий русской Крестьянской армией в Ферганской долине в 1918—1919 годах и руководитель антибольшевисткого крестьянского восстания в Туркестане август-осень 1919 года.

## Биография
К. И. Монстров был уроженцем Симбирской губернии, жил в Сызрани, его отец был мировым судьёй. В Сызрани был женат, имел троих детей. До революции 1917 года переехал жить в Туркестан, был конторским служащим и подрядчиком, а также с 1914 года был владельцем крупного земельного участка в Ферганской долине. При большевиках во время начавшейся в Туркестане гражданской войны он был избран командующим Крестьянской армией русских поселенцев, проживающих в Ферганской долине. Крестьянская армия защищала поселенцев от набегов басмачей. Первоначально эта армия сотрудничала с Советской властью и Красной армией.
К. И. Монстров был избран командующим Крестьянской армией вскоре после 23 ноября 1918.
Однако в результате проведения большевистским правительством Туркестана антикрестьянской земельной и продовольственной политики (хлебная монополия, продовольственная диктатура) и попыток советских органов власти отбирать землю русских переселенцев в пользу дехкан К. И. Монстров 22 августа 1919 года заключил соглашение с отрядами Мадамин-бека о совместной борьбе против советской власти и поднял восстание против большевиков. После заключения соглашения Крестьянская армия под руководством Монстрова выступила против Красной армии, проведя ряд успешных боёв, овладев обширной территорией в Туркестане. Базой движения был город Джалалабад. 8 сентября 1919 года, после полуторасуточных боев отрядами Монстрова и Мадамин-бека был взят город Ош. 10 сентября началась осада города Андижана, закончившаяся благодаря прибытию с Закаспийского фронта Казанского полка под командованием А. П. Соколова (1528 штыков, 10 орудий, 54 пулемёта) и сводного отряда из Скобелева под командованием М. В. Сафонова (8 рот, 2 эскадрона, 6 орудий, 24 пулемёта). 24 сентября осада была снята. 26 сентября Красная Армия заняла город Ош, а 30 сентября — Джалалабад. Однако большинство сельских районов региона еще контролировалось басмачами и отрядами Монстрова.
Осенью 1919 года развалился Восточный фронт Колчака и большевики смогли перебросить значительные силы в Туркестан. Это решило судьбу антибольшевистского сопротивления. Потерпев поражение в конце 1919 — начале 1920 годов в боях с превосходящими силами Красной Армии, К. И. Монстров сдался большевикам, а возглавляемая им Крестьянская армия распалась. Последнее крупное сражение армии Монстрова произошло 23 января в районе кишлака Гульча.
В письме к командованию Ферганским фронтом Монстров писал: «Из сведений, поступающих к нам от разных лиц, бывших в городах, усматривается, что Советская власть за последнее время круто изменила приемы управления страной… Таким образом теперь Советская власть устранила те причины, которые заставили крестьян выступить с оружием
в руках. И если теперь власть стала на этот путь, я не считаю себя в праве продолжать войну».
После переговоров об условиях сдачи в плен Монстров 17 января 1920 года явился в расположение 2-го Татарского стрелкового полка (позже 11-й Туркестанский стрелковый полк) и прибыл в Ташкент, где с докладом выступил в РВС Туркестанского фронта. В докладе в частности рассказал о визите к Мадамин-беку человека, представлявшегося афганским офицером.
По некоторым сведениям убит не был. В марте 1920 года примеру Монстрова последовал Мадамин-бек, также сдавшийся советской власти и прибывший в Ташкент для совещания с членами РВС.
Согласно базе данных «Участники Белого движения в России» историка С. В. Волкова Константин Монстров в мае 1922 года находился на Архангельском пересыльно-распределительном пункте.